# Álex Rodríguez (baloncestista)
Alejandro Rodríguez Sluismans, (nacido el 3 de octubre de 1970 en Arnhem,  Holanda) es un exjugador de baloncesto español. Con 2.02 de estatura, su puesto natural en la cancha era el de pívot.

## Trayectoria
- . Cantera juvenil Real Madrid
- Cantera  CB Collado Villalba
- CB Collado Villalba (1989-1990)
- Alvin Community College (1990-1992)
- Universidad de Arkansas-Little Rock (1992-1994)
- CB Valladolid (1994-1997)
- CB Ciudad de Huelva (1997-1998)